# 蒙蒂尼莱萨叙尔
蒙蒂尼莱萨叙尔（法語：Montigny-lès-Arsures，法語發音：[mɔ̃tiɲi lɛ.z‿aʁsyʁ]，意为“阿叙尔附近的蒙蒂尼”）是法国汝拉省的一个市镇，位于该省中部，属于隆斯勒索涅区。

## 地理
蒙蒂尼莱萨叙尔（46°55'37"N, 5°47'8"E）面积10.63 平方千米，位于法国勃艮第-弗朗什-孔泰大區汝拉省，该省份为法国东部内陆省份，北起上索恩省，西北接科多尔省，西临索恩-卢瓦尔省，南至安省，东与杜省和瑞士接壤。
与蒙蒂尼莱萨叙尔接壤的市镇（或旧市镇、城区）包括：阿瓦勒新城、艾格勒皮埃尔、阿尔布瓦、莱萨叙尔、圣西尔蒙马兰、维莱特莱萨尔布瓦。

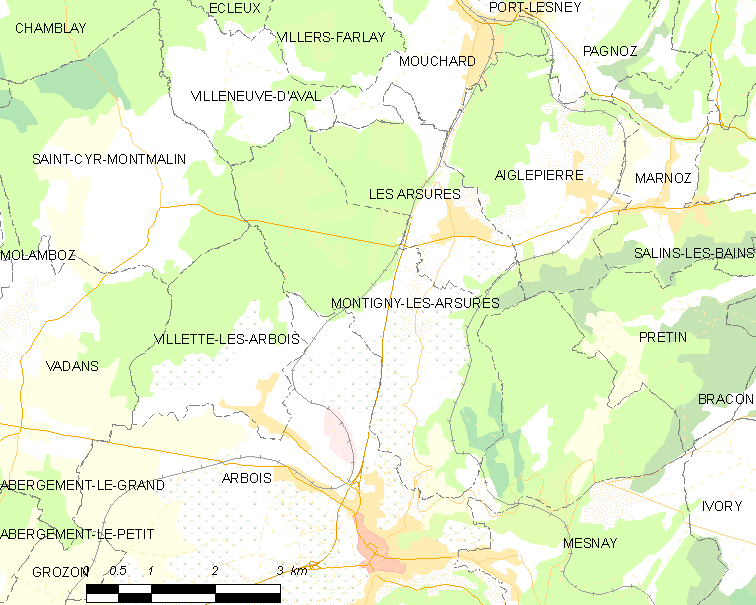
蒙蒂尼莱萨叙尔的OSM定位图

蒙蒂尼莱萨叙尔的时区为UTC+01:00、UTC+02:00（夏令时）。

## 行政
蒙蒂尼莱萨叙尔的邮政编码为39600，INSEE市镇编码为39355。

## 政治
蒙蒂尼莱萨叙尔所属的省级选区为阿尔布瓦县。

## 人口

1962-2008年间蒙蒂尼莱萨叙尔人口变化图示

蒙蒂尼莱萨叙尔于2022年1月1日时的人口数量为234人。